# Dai Dark
Dai Dark (jap. 大ダーク Dai dāku) – manga autorstwa Q Hayashidy, publikowana na łamach magazynu „Gekkan Shōnen Sunday” wydawnictwa Shōgakukan od marca 2019.
W Polsce mangę wydaje Studio JG.

## Fabuła
Zaha Sanko to kosmita znany w całym wszechświecie jako „najcenniejszy skarb kosmosu”, ponieważ mówi się, że każdy, kto zdobędzie jego kości, będzie mógł spełnić dowolne swoje życzenie. Z tego powodu chłopak musi nieustannie walczyć i uciekać. Wsparcia udziela mu robot Abakian, który potrafi przekształcić się w plecak, noszony przez Zahę na plecach. Celem Zahy jest znalezienie osoby spełniającej życzenia za jego kości, aby ją zabić i wreszcie móc żyć w spokoju.

## Publikacja serii
Pierwszy rozdział mangi został opublikowany 12 marca 2019 w magazynie „Gekkan Shōnen Sunday”. Następnie wydawnictwo Shōgakukan rozpoczęło zbieranie rozdziałów do wydań w formacie tankōbon, których pierwszy tom ukazał się 12 listopada tego samego roku. Według stanu na 12 stycznia 202411 października 2024, do tej pory wydano 8 tomów.
19 stycznia 2024 wydawnictwo Studio JG zapowiedziało wydanie mangi w Polsce, której pierwszy tom ukazał się 24 maja tego samego roku.
| Nr | Język japoński       | Język japoński         | Język polski     | Język polski           |
| Nr | Data wydania         | ISBN                   | Data wydania     | ISBN                   |
| --- | -------------------- | ---------------------- | ---------------- | ---------------------- |
| 1 | 12 listopada 2019    | ISBN 978-4-09-129486-9 | 24 maja 2024     | ISBN 978-83-8257-418-0 |
| Lista rozdziałów - Kość 1. Krwawy rozbitek (jap. 血だるま漂流者 Chi daruma hyōryū-sha) - Kość 2. Ognisty Mad Axe (jap. 火だるまマッドアックス Hi daruma maddoakkusu) - Kość 3. Galactic School Days (jap. 銀河スクールデイズ Ginga sukūrudeizu) - Kość 4. Death grozi śmiercią (jap. 殺すんデス Korosun desu) - Kość 5. Tak ciemno, że aż straszno (jap. 怖いくらいの闇の中 Kowai kurai no yami no naka) - Kość 6. Nienawistna Czwórka (jap. ヘイトフル・フォー Heitofuru fō) - Dodatkowa kość                                                                                |                      |                        |                  |                        |
| 2 | 12 sierpnia 2020     | ISBN 978-4-09-850215-8 | 30 sierpnia 2024 | ISBN 978-83-8257-519-4 |
| Lista rozdziałów - Kość 7. Z zakupów w Marutechu sekretne zapiski (jap. マルテクヤマル秘買い物紀行 Marutekuyamaru hi kaimono kikō) - Kość 8. Toaletowa narada szkodników (jap. 害悪たちのトイレ会議 Gaiaku-tachi no toire kaigi) - Kość 9. Taki tam zwykły Damemaru Show (jap. てんでダメ丸ショー Tende Damemaru shō) - Kość 10. Przygoda na Starodrzewie (jap. コボク・アドベンチャー Koboku adobenchā) - Kość 11. Poćwiartowane pierwsze spotkanie (jap. 肉片・遭遇(ミート・ミート) Mīto mīto) - Kość 12. Chłopak w amoku (jap. バーサクボーイ Bāsakubōi) - Dodatkowa kość. |                      |                        |                  |                        |
| 3 | 12 kwietnia 2021     | ISBN 978-4-09-850496-1 | 5 grudnia 2024   | ISBN 978-83-8257-605-4 |
| Lista rozdziałów - Kość 13. Światłogłowi od środka (jap. インサイド・ライトヘッド Insaido raito heddo) - Kość 14. Mroczna strona Światłogłowych (jap. ライトヘッド・ダークサイド Raito heddo dāku saido) - Kość 15. Ile za Damemaru? (jap. ダメ丸ハウマッチ Damemaru hau matchi) - Kość 16. Mrocznie i przytulnie (jap. 暗黒しっくり模様替え, Ankoku shikkuri moyōgae) - Kość 17. Uwaga, ukłucie (jap. チック痛っく Chikku itakku) - Kość 18. Kompleks Damemaru (jap. ダメコンプレックス Dame konpurekkusu) - Dodatkowa kość                                                  |                      |                        |                  |                        |
| 4 | 12 listopada 2021    | ISBN 978-4-09-850799-3 | 28 lutego 2025   | ISBN 978-83-8257-666-5 |
| Lista rozdziałów - Kość 19. Made in Light (jap. メイド・イン・光 Meido in hikari) - Kość 20. Rdzeń (jap. ザ・核 Za koa) - Kość 21. Niebo, ziemia oraz Fotoatomowiec (jap. 空と大地と光核人間 Sora to daichi to hikari kaku ningen) - Kość 22. Hurra! Otwarcie basenu! (jap. ニュヒュヒュ! プール開き! Nyu hyu hyu! Pūru-biraki!) - Kość 23. Czoło promieniste (jap. 光る額 Hikaru gaku) - Kość 24. My Fair Sakhva (jap. マイ フェア ニーモツ Mai fea nīmotsu) - Dodatkowa kość                                                                                                |                      |                        |                  |                        |
| 5 | 10 sierpnia 2022     | ISBN 978-4-09-851251-5 | 11 czerwca 2025  | ISBN 978-83-8257-740-2 |
| Lista rozdziałów - Kość 25. Praca na mroczno (jap. 闇アルバイター Yami arubaitā) - Kość 26. Wisielec i mózgownica (jap. 大！脳！ハングドマン Dai! Nō! Hangudoman) - Kość 27. Zakamarki pamięci (jap. 根ほり葉ほりメモリー Nehorihahori memorī) - Kość 28. Nowe Światło (jap. 新たなる光 Aratanaru hikari) - Kość 29. Zabójcza próba odwagi (jap. きもだめ死死死 Ki mo dame shishishi) - Kość 30. Mount Tsurugi Day (jap. Mt.ツルギ デイ Mt. Tsurugi Dei) - Dodatkowa kość |                      |                        |                  |                        |
| 6 | 12 kwietnia 2023     | ISBN 978-4-09-852022-0 | —                |                        |
| Lista rozdziałów - Kość 31. Togari gari (jap. 尖り狩り) - Kość 32. Hone Heru sankakuchū (jap. 骨 ヘル三角柱) - Kość 33. Kongarī aku (jap. コンガリー悪) - Kość 34. Muteki! Zaha shi ma ta (jap. 無敵! ザハ死ま田) - Kość 35. Ai to sakubō no tabidachi (jap. 愛と策謀の旅立ち) - Kość 36. Niku nikudama (jap. 憎肉球) - Kość 37. Hone sōdō (jap. 骨騒動) |                      |                        |                  |                        |
| 7 | 12 stycznia 2024     | ISBN 978-4-09-853096-0 | —                |                        |
| Lista rozdziałów - Kość 38. Yami, hikari, Gurē Zōn (jap. 闇、光、グレーゾーン) - Kość 39. Zuzuzuzu garagara bessha besha (jap. ズズズズガラガラベッシャベシャ) - Kość 40. Zerī Naitomea (jap. ゼリーナイトメア) - Kość 41. Uka (jap. U・K・A) - Kość 42. 14-11 - Kość 43. Hebi shigoto (jap. 蛇仕事) - Kość 44. Kore ga, Damema Rūmu (jap. これが、ダメまルーム) |                      |                        |                  |                        |
| 8 | 11 października 2024 | ISBN 978-4-09-853641-2 | —                |                        |

## Odbiór
W poradniku Kono manga ga sugoi! (edycja 2021 roku) Dai Dark zajęło 7. miejsce w kategorii dla chłopców. Seria została również nominowana do nagrody Next Manga Award 2022 w kategorii drukowanej i zajęła 14. miejsce spośród 50 nominowanych.